# دييغو كوستا
دييغو دا سيلفا كوستا (بالإسبانية: Diego da Silva Costa)، (مواليد 7 أكتوبر 1988)، المعروف بـ دييغو كوستا. هو لاعب كرة قدم إسباني ذو أصول برازيلية يلعب في مركز الهجوم مع نادي بوتافوغو في الدوري البرازيلي. انضم إلى منتخب إسبانيا عام 2014 ولعب أول مباراة مع إسبانيا ضد منتخب إيطاليا ودياً.
عاد إلى فريقه السّابق أتلتيكو مدريد بداية عام 2018 قادما من تشيلسي الإنجليزي بعد أن حقق معهم الدوري الإنجليزي الممتاز في موسم 2014–15 وموسم 2016–17، وكأس رابطة الأندية الإنجليزية المحترفة موسم 2014–15. وفي أول مباراة له بعد العودة إلى ناديه سجل هدف وطُرد بسبب احتفاله المبالغ فيه مع الجماهير.

## مسيرته الكروية

### بدايته المبكرة
وقع كوستا على عقد في فبراير 2006 مع النادي البرتغالي سبورتينغ براغا. كافح في بداية مسيرته لضمان مكان له في النادي كما كافح للتكيف مع الأجواء خاصة في ظل الطقس البارد نسبيا في شمال البرتغال. لم تكن مسيرته ناجحة مع النادي البرتغالي خاصة في ظل عدم وجود فريق رديف لبراغا مما أدى إلى إعارته في صيف الموسم إلى نادي بينافيل في الدرجة الثانية، والذي كان يُشرف عليه المدرب السابق للمنتخب البرتغالي روي بينتو الملقب بـ «الماسة الخامة».
قدم كوستا مستوى متوسطا مع بينافيل فحاول نادي أتلتيكو مدريد التعاقد معه حيث قدم فيه مبلغ 1.5 مليون يورو مع شرط الحصول على نسبة 50٪ من حقوق اللاعب في كانون الأول/ديسمبر 2006،  بالرغم من ذلك بقي كوستا في براغا حتى نهاية الموسم. حاول أتلتيكو مجددا التفاوض مع بورتو وريكرياتيفو من أجل الحصول على خدمات اللاعب لكن هذا لم يحصل بسبب مدير اللاعب خيسوس غارسيا بيتراش الذي اعترف أن الصفقة لم تكن ملائمة. بعدما سجل دييغو 5 أهداف في 13 مباراة رفقة بينافيل، قرَّر براغا استعادته بحلول كانون الثاني/يناير 2007. في 23 فبراير سجل دييغو أول هدف له في الدقيقة 71 وقاد فريقه للفوز بهدف نظيف أمام بارما الذي كان قد انتصر في مباراة الذهاب بـ 2–0 وذلك في إطار منافسات الدوري الأوروبي. انتهى موسم كوستا بعد سبع مباريات له فقط وذلك بسبب إصابة تعرض لها في مشط القدم حكمت عليه بالغياب لمدة ستة أشهر. قدم رئيس أتلتيكو مدريد إنريكي سيريزو اللاعب كوستا في 10 تموز/يوليو 2007؛ حينها وصفه «بكاكا الجديد».

### سيلتا فيغو
وقع كوستا جنبا إلى جنب مع ماريو سواريز لنادي سيلتا فيغو الذي كان يلعب في دوري الدرجة الثانية الإسباني. أصبح دييغو لاعبا رسميا في الفريق تحت إدارة المتوج السابق بجائزة الكرة الذهبية خريستو ستويتشكوف. في سابع مباراة له في الدوري سجل كوستا أول هدف له في الدوري الإسباني وذلك في شباك خيريث؛ لكنه طُرد قبيل نهاية المباراة بعد مشاجرته مع أحد لاعبي الفريق الخصم. أثارت هذه الحادثة ضجة كبيرة حينها وتم توقيف كوستا لبعض المباريات عقابا له على سلوكه ثم ازدادت الأوضاع سوءا عقب استقالة ستويشكوف بشكل غير متوقع من منصبه. في منتصف الموسم؛ عاد كوستا لإثارة الجدل مجددا وذلك بعد مشاركته في اثنين من الخلافات؛ في المرة الأولى ضرب مدافع نادي مالقا ويليغتون روبسون بينا دي أوليفيرا على رأسه مما تسبب في إصابة خطيرة له استدعت دخول الأطباء لتقديم العلاجات الضرورية أما في المرة الثانية فقد طُرد من المباراة أمام إشبيلية أتلتيكو بسبب اعتراضه وتهجمه اللفظي على حكم المباراة؛ حينها تعادل فريقه من دونه. في 23 آذار/مارس 2008 سجل كوستا هدفا قاد من خلاله فرقيه سيلتا إلى الفوز بهدفين مقابل هدف واحد ضد نومانسيا. مسلسل طرد كوستا لم يتوقف؛ حيث تم طرده مجددا ضد تينيريفي في ملعب بالايدوس.

### ألباسيتي
على الرغم من أن كوستا اكتسب سمعة سيئة بسبب سلوكه إلا أنه جذب اهتمام نادي سالامانكا في خيمناستيك طركونة؛ وبالرغم من ذلك فغارسيا بيتارش لم يكن يرغب في انتقال اللاعب لهذا الفريق خوفا عليه من نهجه وتصرفاته ضد باقي اللاعبين. بعد قضاء نادي أتلتيكو لفترة الراحة في المكسيك، وقع دييغو في 22 آب/أغسطس 2008 على عقد مع ألباسيتي يقضي بانتقال اللاعب رسميا لهذا الفريق مع شرط تخفيض قيمة اللاعب حسب المستوى الذي سيُقدمه في كل المباريات التي سيلعبها. عاد كوستا لإثارة الجدل من جديد حيث هدد بفسخ عقده بسبب نوعية زملائه كما هدد مجددا بمغادرة قشتالة–لا مانتشا بسبب افتقارها للشاطئ. بعد تسعة أيام من توقيعه للعقد تمكن دييغو من تسجيل هدف متأخر قاد به فريقه للفوز بهدفين مقابل هدف واحد في ملعب كارلوس بلمونت. مشاكل كوستا تواصلت مع النادي الذي كان يُعاني من مشاكل مالية وفشل في الكثير من المرات في دفع راتب كوستا الذي هدد هو الآخر بالإضراب أو حتى الانسحاب نهائيا من الفريق. في مباراة الإياب ضد ريال سوسيداد في 13 كانون الأول/ديسمبر قرر المدرب خوان إجناسيو مارتينيز ألا يُشرك كوستا كرسمي بل وضَعه في لائحة البدلاء وذلك كعقاب له بسبب مشادة مع حارس المرمى جوناثان. في ذلك اليوم دخل كبديل فعلا لكنه أثار الانتباه من جديد بعدما سجل هدفا في وقت متأخر قاد من خلاله فريقه للفوز.
عُرف عن كوستا سلوكه «المتهور» داخل وخارج الملعب؛ حيث أثار الضجة في الكثير من المناسبات بما في ذلك يوم قذف الحكم بقنينة ماء خلال مواجهة أمام نادي تينيريفي. يُعرف عن كوستا أيضا مقالبه التي يقوم بها ضد زملائه ومدربيه مما دفع بالبعض إلى تلقيبه باسم «صاحب المقالب البرازيلي». بالرغم من كل هذا كان كوستا شخصية محورية في ألباسيتي حيث جنب فريقه الهبوط كما ساعده على الفوز بثلاثية نظيفة أمام رايو فايكانو.

### بلد الوليد

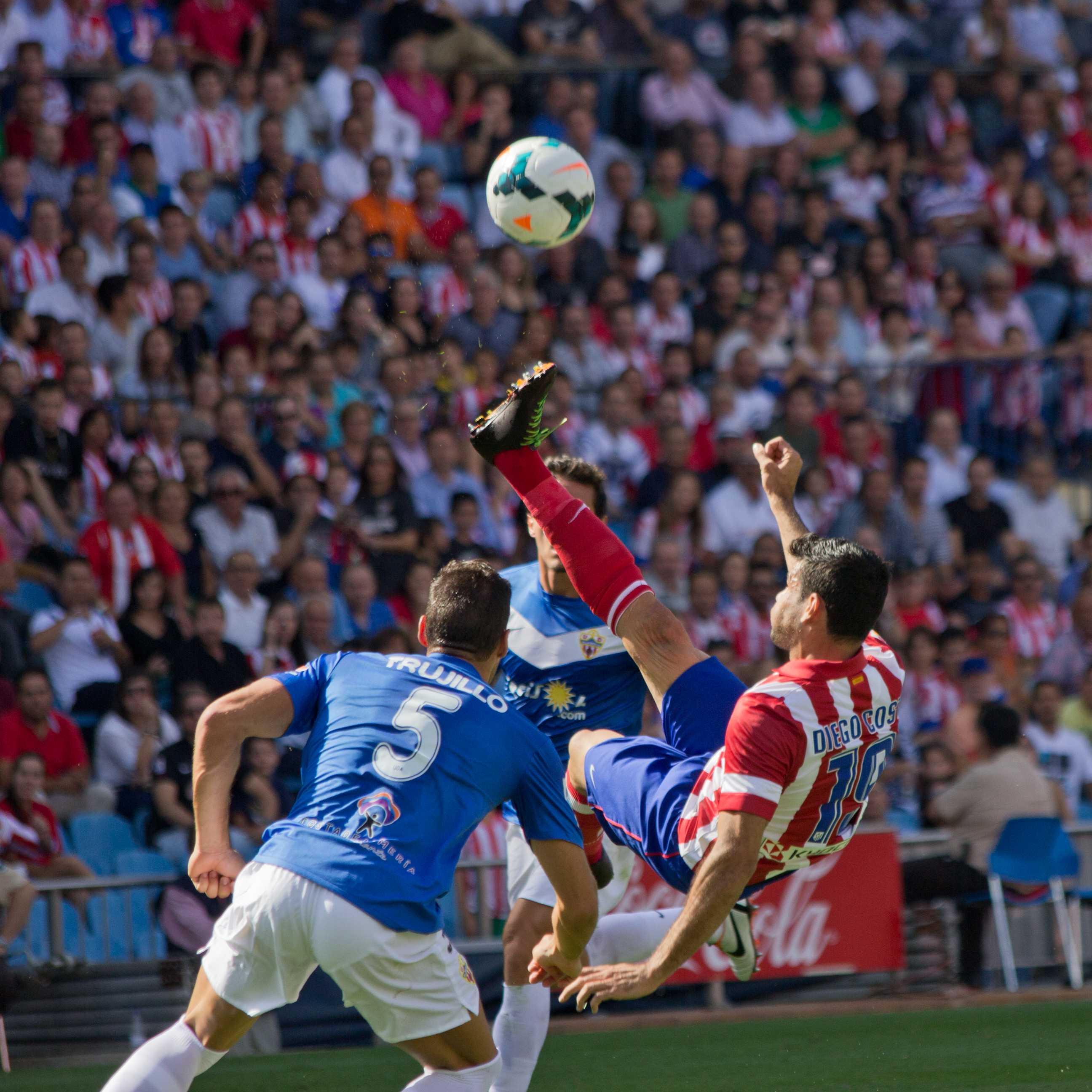
كوستا يسدد ضربة مقصية ضد ألميريا في 14 سبتمبر 2013

في صيف عام 2009 كان كوستا مطلوبا من قبل برشلونة من أجل التمرس في الفريق الرديف ومن ثم الصعود للاحتراف في الفريق الأول لكن أتلتيكو رفض العرض مشيرا في الوقت ذاته إلى أن اللاعب لا يزال ضمن خطط النادي. حينها شعر كوستا _على حد تعبيره_ بالإحباط وذلك بسبب عدم وجود الفرص كما عانى من مشكلة الزيادة في الوزن؛ كل هذه الأسباب دفعت مدير أعمال كوستا إلى محاولة للتفاوض مع نادي فيتوريا في البرازيل.
في يوليو 2009 بيع كوستا إلى ريال بلد الوليد كجزء من الصفقة التي أُرسل فيها حارس المرمى سيرجيو أسينخو إلى أتلتيكو مع شرط دفع مليون دولار بهدف تفعيل الشراء من قبل أتلتيكو في نهاية الموسم. حينها اعترف غارسيا بيتراش أنه كان هناك اتفاق شفهي يقضي بعودة كوستا في نهاية المطاف؛ كما كان هناك اتفاق آخر هو أيضا شفهي يقضي ببقاء كوستا في ناديه الجديد والالتزام الكامل بالعقد.
خلال فترة الانتقالات؛ كان صفقة كوستا إحدى أبرز الصفقات في الموسم جنبا إلى جنب مع ألبرتو بوينو ومانوتشو اللذان وقعا لريال مدريد ومانشستر يونايتد على التوالي. عقب اكتمال هاتان الصفقتان شعر كوستا بالإحباط مجددا كون صديقاه احترفا في ناديين كبيرين وصرَّح في وقت لاحق مؤكدا على أن صداقته باللاعبين كانت صداقة مبنية على ما سماه «المصلحة». بدأ مسيرته مع بلد الوليد بشكل جيد إلى حد ما حيث سجل 6 أهداف في أول 12 مباراة بمعدل هدف في كل مباراتين.

### أتلتيكو مدريد

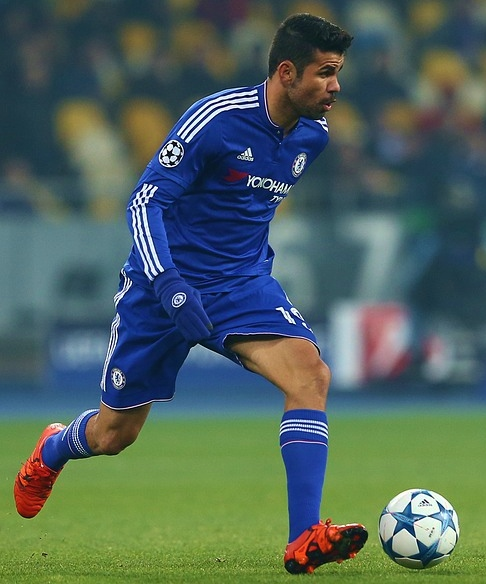
كوستا مع تشيلسي في دوري أبطال أوروبا 2014–15

في يونيو 2010، وقع كوستا مع أتلتيكو مدريد، في البداية كلاعب احتياطي لسيرخيو أغويرو ودييغو فورلان. كما فاز أتلتيكو بكأس السوبر الأوروبي 2010 في 27 أغسطس. وللمرة الثانية في مسيرته، كان كوستا بديلا ولم يلعب عندما فاز أتلتيكو بكأس السوبر الأوروبي في 1 سبتمبر 2012.
وفي موسم 2013–14، كان أفضل موسم لكوستا مع أتلتيكو حيث أستطاع معهم من تحقيق لقب الليغا بعد غياب 18 سنة، وأستطاعوا الوصول إلى نهائي دوري أبطال أوروبا بعد غياب 40 عام –منذ 1974– وأكتفوا بالوصافة. ولكن كوستا كان يعاني من الإصابة قبل المباراة ورغم ذلك شارك في المباراة إلا أنه اضطر للخروج عند الدقيقة 9.

### تشيلسي
بعد أن أنهى الفحوصات الطبية في يونيو، أعلن نادي تشيلسي في 1 يوليو 2014 أن تم التوقيع مع كوستا مقابل 32 مليون جنيه إسترليني. وفي 15 يوليو، أكد تشيلسي الانتهاء من التوقيع كوستا في عقد لمدة خمس سنوات مع راتب 150,000 جنيه إسترليني في الأسبوع.
وفي الموسم الأول له مع تشيلسي حقق لقب الدوري الإنجليزي الممتاز وكأس رابطة الأندية الإنجليزية المحترفة. وفي الموسم الثاني لم يحقق الألقاب بسبب الخلاف الذي حدث بين المدرب جوزيه مورينيو واللاعبين وأنهى الموسم مع الفريق بالمركز العاشر في الدوري. وفي الموسم الأخير له مع تشيلسي أستطاع تحقيق الدوري للمرة الثانية له في 3 مواسم مع النادي.

### العودة إلى أتلتيكو مدريد
في 21 سبتمبر 2017، أعلن نادي تشيلسي أن كوستا سيعود إلى أتلتيكو مدريد في بداية سوق الانتقالات الشتوية في يناير 2018. في 26 سبتمبر 2017، تم الإعلان أن كوستا وقع عقدا مع أتليتيكو بعد اجتيازه للفحوصات الطبية. وأصبح مؤهلا للعب مع أتلتيكو بعد 1 يناير 2018، بسبب حظر الانتقالات على أتلتيكو. في 3 يناير 2018، سجل في مباراة عودته ضد لييدا ايسبورتيو في دور ثمن النهائي من كأس ملك إسبانيا، بعد خمس دقائق فقط من دخولة كبديل عن أنخيل كوريا في الدقيقة 64. بعد ثلاثة أيام، وفي أول مباراة له في الدوري، وفي المباراة التي فاز بها فريقه 2–0 على خيتافي في ملعب واندا ميتروبوليتانو سجل هدف وطرد بسبب احتفاله المبالغ به مع الجماهير.
في كأس السوبر الأوروبي 2018، أولى مباريات أتلتيكو لموسم 2018–19 على ملعب أ. لي كوك أرينا في إستونيا، سجل كوستا هدفين –الهدف الأول في أول 50 ثانية– في مباراة الفوز 4–2 بعد الوقت الإضافي أمام ريال مدريد.

## مسيرته الدولية

### البرازيل
في 5 مارس 2013 تم استدعاء كوستا من قِبل المدرب لويس فيليبي سكولاري لخوض مبارتين وديتين رفقة منتخب البرازيل ضد كل من إيطاليا في جنيف وروسيا في لندن. فعليا شارك كوستا في مباراته الأولى بتاريخ 21 مارس ثم استُبدل بفريد في منتصف الشوط الثاني وانتهت المباراة بنتيجة 2–2. شارك في مباراة ثانية بعد أربعة أيام على ملعب ستامفورد بريدج حيث استُبدل أيضا في الدقيقة 78 بالدولي الآخر ريكاردو كاكا؛ حينها انتهت المباراة أيضا بالتعادل الإيجابي 1–1.

### طلب تغيير المنتخب
في سبتمبر 2013 قدَّم الاتحاد الملكي الإسباني لكرة القدم طلبا رسميا إلى الفيفا من أجل الحصول على إذن باستدعاء كوستا للدفاع عن ألوان المنتخب الإسباني. جذير بالذكر أن دييغو حصل على الجنسية الإسبانية في يوليو/تموز من نفس العام. في الحقيقة تسمح لوائح الفيفا حاليا للاعبين بحمل أكثر من جنسية واحدة؛ كما تسمح لهم بتمثيل بلد ثان كما في حالة كوستا، إلا أن هذا الأخير سبق له وأن مثل بلد البرازيل في مباريات ودية مما خلق بعض الجدل.
في 29 أكتوبر 2013 أعلن كوستا أنه يرغب في لعب كرة القدم رفقة إسبانيا وذكر أنه أرسل برسالة إلى الاتحاد البرازيلي لكرة القدم يشرح لهم فيها موقفه. في أعقاب كل ذلك؛ صرَّح سكولاري قائلا: «اللاعب البرازيلي الذي يرفض ارتداء قميص المنتخب والمنافسة في بطولة مثل كأس العالم ستُسحب منه الجنسية تلقائيا ... هو [يقصد كوستا] أدار ظهره لحلم الملايين ورفض تمثيل منتخبنا الوطني الفائز خمس مرات بلقب كأس العالم.»

### إسبانيا
في 28 براير 2014 استدعى مدرب المنتخب الإسباني فيسنتي ديل بوسكي كوستا ضمن تشكيلة المنتخب من أجل خوض مباراة ودية ضد إيطاليا لكنه لم يُشارك في المباراة بسبب بقائه على كرسي الاحتياط. في 5 آذار/مارس سيلعب أول مباراة له مع المنتخب حيث خاض 90 دقيقة كاملة في ملعب فيسنتي كالديرون.

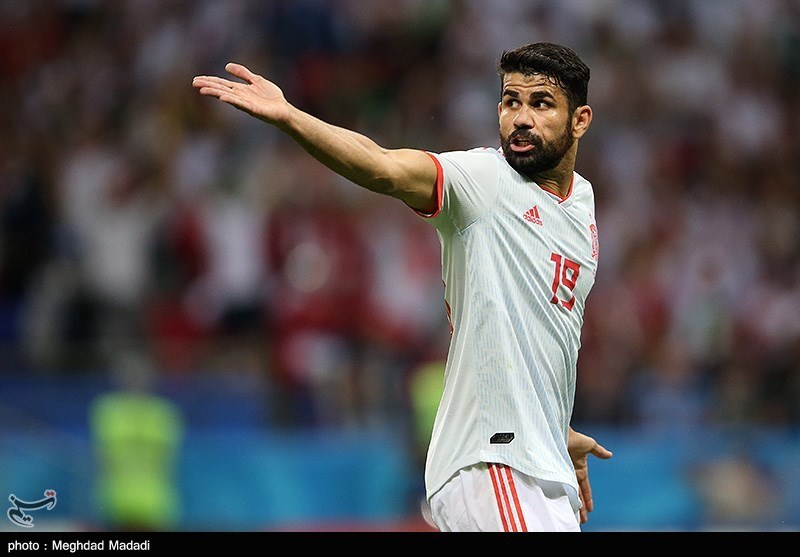
كوستا يلعب مع إسبانيا في كأس العالم 2018.

استُدعي كوستا ضمن قائمة الثلاثين لاعبا المؤقتة للمشاركة في كأس العالم 2014، ثم تم اختياره ضمن القائمة النهائية الذي في 31 أيار/مايو. عاد دييغو من الإصابة التي تعرض لها رفقة ناديه قرب نهاية الموسم فشارك في مباراة أمام منتخب السلفادور فاز فيها الإسبان بهدفين نظيفين. في مباراته الأولى في كأس العالم؛ خاض رفقة باقي اللاعبين مباراة صعبة أمام هولندا وبالرغم من تسجيل الإسبان للهدف الأول إلى أن هولندا عادت وتمكنت من حسم المباراة لصالحها في نهاية المطاف بـ 1–5. تعرض كوستا عقب خسارة منتخبه القاصية لصيحات الاستهجان من قِبل الجماهير البرازيلية لكنه رد قائلا: «لقد أكدت أن إسبانيا هي بلدي ... الانتقادات التي تطالني بسبب قراري النهائي لن تُؤثر علي.» خسرت إسبانيا مبارتها الثانية بهدفين نظيفين أمام تشيلي فتعرض حينها دييغو لانتقادات كثيرة حيث أكد البعض أنه وجب على المدرب الاعتماد على فرناندو توريس كمهاجم أول بدل كوستا. في ثالث مباراة للمنتخب؛ كان دييغو احتياطيا وفاز في المباراة منتخب بلاده بثلاثة أهداف نظيفة أمام منتخب أستراليا.
سجل أول هدف له مع إسبانيا في المباراة التي فازها بها منتخب بلاده بأربعة أهداف نظيفة في تصفيات بطولة أمم أوروبا 2016 على حساب لوكسمبورغ بتاريخ 12 أكتوبر 2014. لم يتم استدعائه مرة أخرى للمنتخب إلا في 5 سبتمبر 2015؛ عندما خاض مباراة أمام سلوفاكيا في ستاد كارلوس تارتيري في أوفييدو وتصيد ركلة جزاء عقب عرقتله من الحارس ماتوش كوزاتشيك؛ حينها تكلف أندريس إنييستا بالركلة وسجل من خلالها الهدف الثاني للمنتخب لنتنتهي المباراة على وقع ذلك. تعرض كوستا مجددا لصيحات الاستهجان عندما دخل باكو ألكاسير بديلا له في وقت لاحق من تلك المباراة. لكن وفي المقابل فقد دافع ديل بوسكي عن كوستا من الانتقادات حيث أكد على مسألة التغييرات أمر عادي جدا مضيفا أن دييغو قدم أداء جيدا ضد سلوفاكيا.
في 5 سبتمبر 2016 سجل كوستا أول أهدافه الدولية منذ ما يقرب من سنتين وذلك في الفوز العريض بـ 8–0 على ليختنشتاين في ملعب ريينو دي ليون في المباراة الافتتاحية ضمن تصفيات كأس العالم 2018. في أيار/مايو 2018 تم استدعاء كوستا للدفاع عن ألوان منتخب إسبانيا في كأس العالم 2018. في 15 يونيو 2018 سجل كوستا أول أهدافه في بطولة كأس العالم وساعد إسبانيا في تأمين التعادل بـ 3–3 ضد البرتغال.

## الإحصائيات

### النادي
آخر تحديث 15 أغسطس 2018. 
| النادي        | الموسم   | الدوري                       | الدوري | الدوري  | الكأس  | الكأس   | أوروبا | أوروبا  | أخرى   | أخرى    | المجموع | المجموع |
| النادي        | الموسم   | الدرجة                       | الظهور | الأهداف | الظهور | الأهداف | الظهور | الأهداف | الظهور | الأهداف | الظهور  | الأهداف |
| ------------- | -------- | ---------------------------- | ------ | ------- | ------ | ------- | ------ | ------- | ------ | ------- | ------- | ------- |
| بنافيل        | 2006–07  | ليجا دي هونرا                | 13     | 5       | 1      | 0       | —      | —       | —      | —       | 14      | 5       |
| بارغا         | 2006–07  | الدوري البرتغالي الممتاز     | 6      | 0       | 1      | 0       | 2      | 1       | —      | —       | 9       | 1       |
| سلتا فيغو     | 2007–08  | دوري الدرجة الثانية الإسباني | 30     | 6       | 1      | 0       | —      | —       | —      | —       | 31      | 6       |
| ألباسيتي      | 2008–09  | دوري الدرجة الثانية الإسباني | 35     | 10      | 1      | 0       | —      | —       | —      | —       | 36      | 10      |
| بلد الوليد    | 2009–10  | الدوري الإسباني              | 34     | 8       | 2      | 1       | —      | —       | —      | —       | 36      | 9       |
| أتلتيكو مدريد | 2010–11  | الدوري الإسباني              | 28     | 6       | 5      | 1       | 6      | 1       | —      | —       | 39      | 8       |
| رايو فايكانو  | 2011–12  | الدوري الإسباني              | 16     | 10      | 0      | 0       | —      | —       | —      | —       | 16      | 10      |
| أتلتيكو مدريد | 2012–13  | الدوري الإسباني              | 31     | 10      | 8      | 8       | 5      | 2       | —      | —       | 44      | 20      |
| أتلتيكو مدريد | 2013–14  | الدوري الإسباني              | 35     | 27      | 6      | 1       | 9      | 8       | 2      | 0       | 52      | 36      |
| أتلتيكو مدريد | المجموع  | المجموع                      | 94     | 43      | 21     | 10      | 20     | 11      | 2      | 0       | 135     | 64      |
| تشيلسي        | 2014–15  | الدوري الإنجليزي             | 26     | 20      | 4      | 1       | 7      | 0       | —      | —       | 37      | 21      |
| تشيلسي        | 2015–16  | الدوري الإنجليزي             | 28     | 12      | 5      | 2       | 8      | 2       | —      | —       | 41      | 16      |
| تشيلسي        | 2016–17  | الدوري الإنجليزي             | 35     | 20      | 7      | 2       | —      | —       | —      | —       | 42      | 22      |
| تشيلسي        | 2017–18  | الدوري الإنجليزي             | 0      | 0       | 0      | 0       | —      | —       | —      | —       | 0       | 0       |
| تشيلسي        | المجموع  | المجموع                      | 89     | 52      | 16     | 5       | 15     | 2       | —      | —       | 120     | 59      |
| أتلتيكو مدريد | 2017–18  | الدوري الإسباني              | 15     | 3       | 3      | 2       | 5      | 2       | —      | —       | 23      | 7       |
| أتلتيكو مدريد | 2018–19  | الدوري الإسباني              | 0      | 0       | 0      | 0       | 0      | 0       | 1      | 2       | 1       | 2       |
| أتلتيكو مدريد | المجموع  | المجموع                      | 15     | 3       | 3      | 2       | 5      | 2       | 1      | 2       | 24      | 9       |
| الإجمالي      | الإجمالي | الإجمالي                     | 332    | 137     | 44     | 18      | 42     | 16      | 3      | 2       | 421     | 173     |

الملاحظات
1. 1 2 3 4  جميع المباريات في الدوري الأوروبي
2. 1 2 3  جميع المباريات في دوري أبطال أوروبا
3. ↑  جميع المباريات في كأس السوبر الإسباني
4. ↑  جميع المباريات في كأس السوبر الأوروبي

### الدولية
آخر تحديث 1 يوليو 2018.
| المنتخب  | العام   | لعب | سجل |
| -------- | ------- | --- | --- |
| البرازيل | 2013    | 2   | 0   |
| المجموع  | المجموع | 2   | 0   |
| إسبانيا  | 2014    | 7   | 1   |
| إسبانيا  | 2015    | 3   | 0   |
| إسبانيا  | 2016    | 4   | 3   |
| إسبانيا  | 2017    | 2   | 2   |
| إسبانيا  | 2018    | 8   | 4   |
| المجموع  | المجموع | 24  | 10  |

#### الأهداف الدولية
آخر تحديث 20 يونيو 2018.
قائمة الأهداف والنتائج مع منتخب إسبانيا الأول.
| #  | التاريخ        | المكان                                   | المباراة | الخصم      | الهدف | النتيجة | المسابقة                     |
| -- | -------------- | ---------------------------------------- | -------- | ---------- | ----- | ------- | ---------------------------- |
| 1  | 12 أكتوبر 2014 | ملعب يوسي بارثيل، لوكسمبورغ، لوكسمبورغ   | 7        | لوكسمبورغ  | 3–0   | 4–0     | تصفيات بطولة أمم أوروبا 2016 |
| 2  | 5 سبتمبر 2016  | ملعب المملكة دي ليون، ليون، إسبانيا      | 12       | ليختنشتاين | 1–0   | 8–0     | تصفيات كأس العالم 2018       |
| 3  | 5 سبتمبر 2016  | ملعب المملكة دي ليون، ليون، إسبانيا      | 12       | ليختنشتاين | 5–0   | 8–0     | تصفيات كأس العالم 2018       |
| 4  | 9 أكتوبر 2016  | ملعب لورو بوريتشي، شقودرة، ألبانيا       | 14       | ألبانيا    | 1–0   | 2–0     | تصفيات كأس العالم 2018       |
| 5  | 24 مارس 2017   | إل مولينون، خيخون، إسبانيا               | 15       | إسرائيل    | 3–0   | 4–1     | تصفيات كأس العالم 2018       |
| 6  | 11 يونيو 2017  | فيليب الثاني أرينا، سكوبيه، مقدونيا      | 16       | مقدونيا    | 2–0   | 2–1     | تصفيات كأس العالم 2018       |
| 7  | 27 مارس 2018   | ملعب واندا ميتروبوليتانو، مدريد، إسبانيا | 18       | الأرجنتين  | 1–0   | 6–1     | ودية                         |
| 8  | 15 يونيو 2018  | ملعب فيشت الأولمبي، سوتشي، روسيا         | 21       | البرتغال   | 1–1   | 3–3     | كأس العالم 2018              |
| 9  | 15 يونيو 2018  | ملعب فيشت الأولمبي، سوتشي، روسيا         | 21       | البرتغال   | 2–1   | 3–3     | كأس العالم 2018              |
| 10 | 20 يونيو 2018  | كازان أرينا، قازان، روسيا                | 22       | إيران      | 1–0   | 1–0     | كأس العالم 2018              |

## الإنجازات

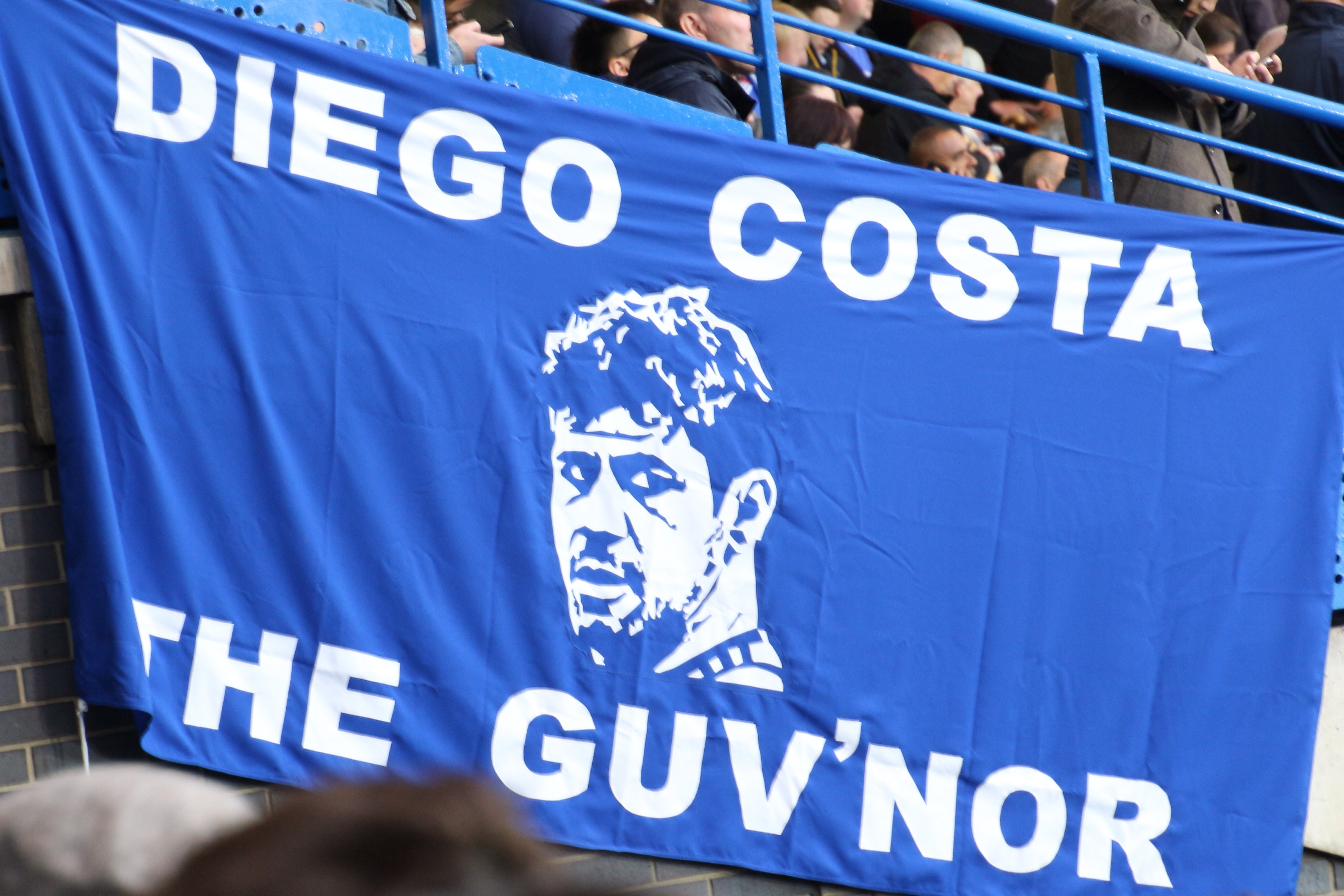
جماهير تشيلسي ترفع لافته تكريماً لدييغو كوستا في نوفمبر 2014

### النادي
أتلتيكو مدريد
- كأس السوبر الأوروبي (3): 2010،[54] 2012،[55] 2018[56]
- الدوري الإسباني (1): 2013–14[57]
- كأس ملك إسبانيا (1): 2012–13[58]
- الدوري الاوروبي (1): 2017–18[59]
- كأس السوبر الإسباني: الوصيف 2013[60]

- دوري أبطال أوروبا: الوصيف 2013–14[61]

 تشيلسي
- الدوري الإنجليزي الممتاز (2): 2014–15، 2016–17[62]
- كأس رابطة الأندية الإنجليزية المحترفة (1): 2014–15[63]

### الفردية
- كأس ملك إسبانيا الهداف (1): 2012–13[64]
- لاعب الشهر في الدوري الإسباني (1): سبتمبر 2013[65]
- الدوري الاسباني فريق الموسم (1): 2013–14[66]
- جائزة إفي (1): 2013–14[67]
- دوري أبطال أوروبا فريق الموسم (1): 2013–14[68]
- لاعب الشهر في الدوري الإنجليزي الممتاز (1): أغسطس 2014، نوفمبر 2016[69]
- فيفبرو الفريق الثالث (1):: 2014[70]
- فيفبرو الفريق الخامس (1): 2013[71]
- الدوري الإنجليزي الممتاز تشكيلة السنة (1): 2014–15[72]

## وصلات خارجية
- دييغو كوستا على موقع الاتحاد الدولي (مؤرشف)  (الإنجليزية)
- دييغو كوستا على موقع الاتحاد الأوربي (الإنجليزية)
- دييغو كوستا على موقع قاعدة بيانات كرة القدم.إي يو (الإنجليزية)
- دييغو كوستا على موقع ليكيب (الفرنسية)
- دييغو كوستا على موقع ناشيونال فوتبول تيمز (الإنجليزية)
- دييغو كوستا على موقع Soccerbase.com (لاعب) (الإنجليزية)
- دييغو كوستا على موقع Soccerway.com (الإنجليزية)
- دييغو كوستا على موقع عالم كرة القدم.نت (الإنجليزية)
- دييغو كوستا على موقع AS.com (الإسبانية)